# Jesse Carver
Jesse Carver (ur. 7 lipca 1911 w Liverpoolu, zm. 29 listopada 2003 w Bournemouth) – angielski piłkarz grający na pozycji obrońcy i trener piłkarski.
Przez dwa sezony (1949/1950–1950/1951) pełnił funkcję szkoleniowca włoskiego klubu Juventus F.C. Był dwunastym w historii trenerem Starej Damy. Jego poprzednikiem był Szkot William Chalmers, a następcą Włoch Luigi Bertolini. W latach 1947–1948 był selekcjonerem reprezentacji Holandii.